# Саббе, Аугуст
А́угуст Са́ббе (эст. August Sabbe, 1 сентября 1909, д. Пайдра, Лифляндская губерния, Российская империя — 28 сентября 1978, д. Пайдра, Эстонская ССР, СССР) — считается последним в Эстонии представителем антисоветского партизанского движения «лесных братьев».

## Биография
Родился 1 сентября 1909 года на хуторе Пало в Вырумаа, в семье мельника Яана Саббе и его жены Катри. Был младшим ребёнком: у него было два старших брата, Генрих и Рудольф, и сестра Хильда. Брат Генрих погиб в 1919 году в войне за независимость Эстонии, Рудольф умер в 1934 году, Хильда — в 1931 году.
Окончил школу, работал на родном хуторе до оккупации Эстонии советскими войсками (1940). Стремясь избежать мобилизации в Красную армию, скрылся в лесу.
В период немецкой оккупации, состоял в дружине «Омакайтсе»: продолжая жить на хуторе, иногда нёс караульную службу по охране моста. В 1944 году вынужден был скрываться от мобилизации в немецкую армию. С восстановлением советской власти в Эстонии вновь прятался в лесу, затем легализовался, в 1945–1949 годах работал сначала шлифовщиком, потом на мельнице.
В 1949 году был арестован органами НКГБ СССР, его пытались завербовать и под агентурным именем «Яан» отправили в лес, чтобы он сдал властям «лесных братьев», но он не явился на очередную агентурную встречу и скрылся в лесу. В 1950 году вступил в отряд «лесных братьев», которым командовал Яан Роотс (Jaan Roots) по прозвищу «Orjol» («Орёл»), и получил прозвище Kuste (Кусте). Отряд состоял из 10 мужчин. Несколько лет отряд базировался в лесах Таэваскоя. В отряде Саббе входил в тыловую группу, в задачу которой входила забота о технике, боеприпасах и жилье.
Когда летом 1954 года отряд Роотса в бою у лесничества Ристипало был разбит сотрудниками НКГБ, Саббе стал скрываться от властей в одиночку, недалеко от родной деревни, и часто посещал жившую там родственницу — Адель Саббе.

## Обстоятельства гибели
Начиная с 1950 года Аугуст Саббе пробыл на нелегальном положении 28 лет. 
28 сентября 1978 года он был выслежен двумя сотрудниками советских спецслужб, переодетыми рыбаками. По разным версиям, 69-летний Саббе либо утонул, пытаясь скрыться от них, либо утопился сам, либо его утопили. Его тело сначала на машине, приехавшей из больницы деревни Леэви, отвезли в Пылва, а затем в Тарту на вскрытие. По словам очевидцев, на теле не было никаких следов насилия или следов пуль. 20 октября его похоронили на Тартуском кладбище Раади за государственные деньги, поскольку официально он не был опознан. 

## Память
В 1998 году, к 20-летию со дня гибели Аугуста Саббе, на его могиле был установлен памятный камень со словами из песни «лесных братьев»: «Если суждено погибнуть за тебя, моя отчизна, в честном бою или без оружия, то знайте, друзья, крик моей души — отомстите за мою жизнь!» Другой памятник находится в лесу, близ места его гибели (на территории деревни Йыэвеэре).